# Стерн, Арне
А́рне Стерн (швед. Arne Stern; 21 апреля 1927 — 1994) — шведский кёрлингист.
В составе мужской сборной Швеции по кёрлингу участник чемпионата мира 1962 (первого чемпионата мира, где участвовала сборная Швеции, заняли четвёртое место). Чемпион Швеции среди мужчин, чемпион Швеции среди ветеранов.
Играл на позиции первого.

## Достижения
- Чемпионат Швеции по кёрлингу среди мужчин: золото (1962).
- Чемпионат Швеции по кёрлингу среди ветеранов: золото (1975).

## Команды
| Сезон   | Четвёртый       | Третий           | Второй           | Первый     | Турниры                      |
| ------- | --------------- | ---------------- | ---------------- | ---------- | ---------------------------- |
| 1961—62 | Рольф Арвидссон | Кнут Бартельс    | Пер Ивар Рюдгрен | Арне Стерн | ЧШМ 1962 · ЧМ 1962 (4 место) |
| 1974—75 | Рольф Арвидссон | Кнут Г. Бартельс | Carl W Kalin     | Арне Стерн | ЧШВ 1975                     |

(скипы выделены полужирным шрифтом)